# North American, Central American and Caribbean Athletic Association
La North America, Central America and Caribbean Athletic Association (NACAC) è la federazione continentale che governa l'atletica leggera in America settentrionale, America centrale e Caraibi.
Ha sede a San Juan, Porto Rico, ed organizza i campionati nord-centroamericani e caraibici di atletica leggera ed altre competizioni continentali. È una delle sei federazioni continentali che fanno parte della World Athletics.

## Consiglio federale
- Presidente:
  -  Mike Sands
- Vice presidente:
  -  Catherine Jordan
- Tesoriere:
  -  Ephraim Serrette
- Segretario generale:
  -  Keith Joseph
- Membri:
  -  Cydonie Mothersille
  -  Calixto Sierra
  -  Evelyn Farrell
  -  Howard Cornelius

## Presidenti
1. Amadeo Francis: 1988 - 2007
2. Neville McCook: 2007 - 2013
3. Víctor López: 2013 - 2019
4. Mike Sands: 2019 - in carica

## Membri
| Nazione                   | Federazione                                                              |
| ------------------------- | ------------------------------------------------------------------------ |
| Anguilla                  | Anguilla Amateur Athletic Association                                    |
| Antigua e Barbuda         | Athletic Association of Antigua & Barbuda                                |
| Aruba                     | Arubaanse Atletiek Bond                                                  |
| Bahamas                   | Bahamas Association of Athletic Associations                             |
| Barbados                  | Athletics Association of Barbados                                        |
| Belize                    | Belize Athletic Association                                              |
| Bermuda                   | Bermuda National Athletics Association                                   |
| Canada                    | Athletics Canada                                                         |
| Costa Rica                | Federación Costarricense de Atletismo                                    |
| Cuba                      | Federación Cubana de Atletismo                                           |
| Curaçao                   | Curaçaose Atletiek Bond                                                  |
| Dominica                  | Dominica Amateur Athletic Association                                    |
| El Salvador               | Federación Salvadoreña de Atletismo                                      |
| Giamaica                  | Jamaica Athletics Administrative Association                             |
| Grenada                   | Grenada Athletic Association                                             |
| Guadalupa                 | Ligue Régionale d'Athlétisme de la Guadeloupe                            |
| Guatemala                 | Federación Nacional de Atletismo de Guatemala                            |
| Guyana francese           | Ligue d'Athlétisme de la Guyane                                          |
| Haiti                     | Fédération Haitienne d'Athlétisme Amateur                                |
| Honduras                  | Federación Nacional Hondureña de Atletismo                               |
| Isole Cayman              | Cayman Islands Athletic Association                                      |
| Isole Vergini Americane   | Virgin Islands Track & Field Federation                                  |
| Isole Vergini Britanniche | British Virgin Islands Athletics Association                             |
| Martinica                 | Ligue de Martinique d'Athlétisme                                         |
| Messico                   | Federación Mexicana de Asociaciones de Atletismo                         |
| Montserrat                | Montserrat Amateur Athletic Association                                  |
| Nicaragua                 | Federación Nicaragüense de Atletismo                                     |
| Porto Rico                | Federación de Atletismo de Puerto Rico                                   |
| Rep. Dominicana           | Federación Dominicana de Asociaciones de Atletismo                       |
| Saint Kitts e Nevis       | Saint Kitts & Nevis Amateur Athletic Association                         |
| Saint Lucia               | Saint Lucia Athletics Association                                        |
| Saint Vincent e Grenadine | Team Athletics Saint Vincent & The Grenadines                            |
| Sint Maarten              | Sint Maarten Amateur Athletic Association                                |
| Stati Uniti               | USA Track & Field                                                        |
| Trinidad e Tobago         | National Association of Athletics Administrations of Trinidad and Tobago |
| Turks e Caicos            | Turks & Caicos Islands Amateur Athletic Association                      |

## Competizioni
- Campionati nord-centroamericani e caraibici di atletica leggera